# Richard Curtis
Richard Curtis, celým jménem Richard Whalley Anthony Curtis (* 8. listopadu 1956, Wellington) je britský filmový a televizní scenárista, režisér a producent narozený na Novém Zélandu australským rodičům.
Je považován za klasika žánru romantické komedie, k jeho dílům patří ty z nejznámějších: Čtyři svatby a jeden pohřeb (Four Weddings and a Funeral), Notting Hill, Deník Bridget Jonesové (Bridget Jones's Diary), Láska nebeská (Love actually). Scenáristicky stál i za známými britským sitcomy s Rowanem Atkinsonem – Mr. Bean a Černá zmije (Blackadder).
Žije v londýnské čtvrti Notting Hill, což ho inspirovalo ke scénáři stejnojmenné komedie s Hugh Grantem a Julii Robertsovou v hlavních rolích. Jeho manželkou je pravnučka zakladatele psychoanalýzy Sigmunda Freuda Emma Freudová.